# Aoi Yūki
Aoi Yūki (jap. 悠木 碧 Yūki Aoi) właśc. Aoi Yabusaki (jap. 八武崎 碧 Yabusaki Aoi; ur. 27 marca 1992 w prefekturze Chiba) – japońska seiyū, aktorka i piosenkarka związana z Pro-Fit. Zwyciężczyni Seiyū Awards.

## Role
Ważniejsze role w anime:
- A-Channel – Tōru Ichii
- Aishiteruze Baby – Marika
- Akikan! – Budoko
- Beelzebub – Chiaki Tanimura
- Ben-Tō – Hana Oshiroi
- Black Bullet – Kohina Hiruko
- Dance in the Vampire Bund – Mina Țepeş
- Danshi Kōkōsei no Nichijō – Ringo
- Gosick – Victorique de Blois
- Gundam Build Fighters – Kirara
- Healin' Good♡Pretty Cure - Nodoka Hanadera/Cure Grace
- Hyakka Ryōran: Samurai Girls – Jubei Yagyu
- Hyōka – Kurako Eba
- Ichiban Ushiro no Daimaou – Korone
- Ikoku Meiro no Croisée – Alice Blanche
- Inazuma 11 – Kinako Nanobana
- Kakumeiki Valvrave – Akira Renbokoji
- Kami Nomi zo Shiru Sekai – Mio Aoyama
- Keroro gunsō – Shin Keroro
- Kimi no Iru Machi – Rin Eba
- Kimi no na wa. - Sayaka Natori
- Kurenai – Murasaki Kuhōin
- Last Exile – Giselle Collette
- Nobunaga Concerto – Oichi
- Onegai My Melody – Koto Yumeno
- Persona 4: The Animation – Aika Nakamura
- Puella Magi Madoka Magica – Madoka Kaname
- Saki – Shizuno Takakamo
- Senki Zesshou Symphogear – Hibiki Tachibana
- Shikabane Hime: Aka, Shikabane Hime: Kuro – Akira Tōoka
- Shiki – Sunako Kirishiki
- Sora no Woto – Noël Kannagi
- Soredemo Machi wa Mawatte Iru – Toshiko Tatsuno
- Soul Eater – Meme Tatane
- Sword Art Online – Yūki
- The Seven Deadly Sins – Diane
- Toaru hikūshi e no koiuta – Claire Cruz/Nina Viento
- Yahari ore no seishun rabukome wa machigatteiru. – Komachi Hikigaya
- Youjo Senki - Tanya von Degurechaff
- Yumeiro Pâtissière – Ichigo Amano

### ONA
- Cyberpunk: Edgerunners – Lucy[5]
- Heike monogatari – Biwa[6]

## Albumy
- Petipa (2012)[7]
- Meriba (2013)[7]

## Nagrody
- Nagroda Seiyū (2012) w kategorii: najlepsza aktorka głosowa pierwszoplanowa za role Madoki Kaname w anime Puella Magi Madoka Magica oraz Victorique de Blois w anime Gosick[8]
- Newtype Anime Award (2011) miesięcznika Newtype w kategorii: najlepsza seiyū[9]